# Rebel Ridge
Rebel Ridge  este un film american thriller de acțiune din 2024 scris și regizat de Jeremy Saulnier. Rolurile principale au fost interpretate de actorii Aaron Pierre, Don Johnson, AnnaSophia Robb și David Denman.

## Rezumat
Terry Richmond, un pușcaș marin veteran, merge cu bicicleta în orașul Shelby Springs, Louisiana, pentru a plăti cauțiunea pentru vărul său Mike Simmons și pentru a cumpăra o polițieă, astfel încât aceștia să poată trăi cinstit. El este lovit cu autoturismul și reținut de doi ofițeri de poliție, Evan Marston și Steve Lann, care îi confiscă 36.000 de dolari americani (prin confiscare civilă), în ciuda faptului că banii sunt obținuți legal.
Grefierul tribunalului, Elliot, refuză să-l ajute pe Terry. Un alt angajat, Summer McBride, promite să pregătească formularele dacă Terry poate obține cei 10.000 de dolari americani necesari înainte de transferul lui Mike, joi, în închisoarea de stat, unde ar fi în pericol pentru că a dat informații despre un gangster. Terry merge la secția de poliție și încearcă să raporteze ofițerului Jessica Sims că i s-au furat banii. El se confruntă cu Lann și șeful poliției Sandy Burnne. Terry se oferă să renunțe la plângere dacă primește 10.000 de dolari înapoi pentru cauțiune și i se spune să se întoarcă ca să rezolve problema luni.
Luni, Terry ajunge la stație, dar i se spune că autobuzul care îl transferă pe Mike tocmai a plecat. Îl prinde din urmă cu bicicleta și îi spune lui Mike să stea în siguranță până când plătește cauțiunea. Terry îl sună pe fostul său partener de afaceri Liu, dar acesta nu-i poate trimite bani pentru că poliția i-a percheziționat restaurantul. Terry se întoarce la stație și își repetă oferta, dar Burnne refuză, deși spune că a fost rezonabilă. Fiind un instructor expert în lupta corp la corp, Terry îi supune pe Lann și Burnne și o obligă pe Jessica Sims să predea banii cauțiunii și să-l ajute să scape. Terry reușește să plătească cauțiunea cu ajutorul lui Summer, dar este reținut.
Terry este dus la spital de către Marston și Burnne. Șeful poliției îi spune că Mike a fost înjunghiat după procesare și îi oferă restul de 26.000 de dolari, pentru camioneta pe care urma s-o cumpere și să că nu va fi acuzat de nimic dacă pleacă din oraș. Terry acceptă și este informat de personalul spitalului că Mike a murit. În timp ce pleacă din oraș, Terry refuză să o ajute pe Summer să investigheze cazurile de persoane care au fost ținute la închisoare timp de exact 90 de zile pentru contravenții minore.
Noaptea, după ce ia camioneta, Terry este sunat de Summer, care a fost injectată cu droguri de către poliție, și se întoarce s-o ajute. Dimineața următoare, ea trebuie să facă un test de urină după ce instanța a fost informată despre consumul ei de droguri, ceea ce îi pune în pericol custodia asupra fetiței sale. Când Terry vrea să părăsească orașul, Lann îl oprește și îl împușcă. Terry fuge pe câmp cu camioneta și se întâlnește cu Summer la restaurantul lui Liu, unde Liu, acesta fiind un medic chinez din Războiul din Coreea, care îl tratează.
În acea noapte, Summer și Terry îi interoghează pe Elliot și pe judecător, care dezvăluie o mușamalizare pentru a evita măsurile de transparență impuse după ce un acord legal aproape a falimentat orașul. Oamenii sunt reținuți timp de 90 de zile pentru contravenții, așa că avocații din oficiu publici nu pot să solicite filmările arestării de la camera de bord înainte de expirarea perioadei de păstrare a datelor. Terry și Summer intră în subsolul tribunalului și recuperează cardurile SD în timp ce sosește poliția care declanșează un incendiu. El scapă, dar ea este prinsă încercând să-și distrugă proba sa de urină.
Terry și Lann aranjează un schimb: Summer pentru cardurile SD la Rebel Ridge în dimineața următoare. În timp ce Lann și un contingent înarmat de polițiști așteaptă la locul de schimb, Terry intră în secția de poliție folosind camioneta și îl doboară pe Burnne. El îi dă lui Sims o armă încărcată, crezând că ea este „Serpico” (ofițerul care i-a oferit informații lui Summer). Dar Sims îl reține pe Terry când polițiștii se întorc. Lann distruge cardurile și dezvăluie că Summer riscă un supradozaj. Marston protestează, ceea ce îl face pe Terry să realizeze că el este de fapt „Serpico”. Marston este împușcat în picior de Burnne și începe să sângereze. Burnne le spune polițiștilor să-l omoare pe Terry și să dea vina pe el pentru moartea lui Marston, dar Terry îi învinge pe ofițerii care îl atacă cu arme de foc, inclusiv pe Lann.
Marston îi spune lui Terry să activeze o sirenă a poliției, astfel că cele trei minute anterioare de filmări ale camerei de bord sunt salvate și îl ajută pe Terry să toarne Narcan în nasul lui Summer. Cei trei fug cu mașina de poliție. Când i se ordonă să facă o manevră PIT (tehnica de imobilizare de precizie), Sims lovește autovehiculul lui Burnne în schimb și îl reține. Polițiștii rămași îi escortează pe cei trei la spital și raportează că va sosi poliția statală. Marston și Summer sunt internați, după care Terry ia cu el filmarea incriminatoare a camerei de bord și stă pe un hol din spital.

## Distribuție
- Aaron Pierre – Terry Richmond
- Don Johnson – Chief Sandy Burnne
- AnnaSophia Robb – Summer McBride
- David Denman – Officer Evan Marston
- Emory Cohen – Officer Steve Lann
- Steve Zissis – Elliot
- Zsané Jhé – Officer Jessica Sims
- Dana Lee – Mr. Liu
- James Cromwell – Judge